# 케이트 프렌치 (근대5종 선수)
캐서린 엘리자베스 프렌치(영어: Katherine Elizabeth French MBE, 1991년 2월 11일~)는 영국의 근대5종 선수이다. 2020년 하계 올림픽에서 여자 개인전 금메달을 획득했다.